# Est 79 bis 90 und 174 bis 188
Die Est 79 bis 90 und die Est 174 bis 188 waren Crampton-Lokomotiven der französischen Compagnie des chemins de fer de l’Est für den Schnellzugdienst.

## Geschichte
Die ersten Lokomotiven wurden noch an die Compagnie du chemin de fer de Paris à Strasbourg, den Vorläufer der Compagnie des chemins de fer de l'Est geliefert. Alle Lokomotiven wurden von 1852 bis 1856 bei J. F. Cail & Cie in Paris gebaut. Die Konstruktion lehnte sich an die Crampton-Lokomotiven Nr. 123 bis 132 der Compagnie des chemins de fer du Nord an, die Cail in den Jahren 1848 und 1849 gebaut hatte. Sie hatten jedoch einen größeren Treibraddurchmesser von 2310 mm statt 2110 mm. Die größeren Treibräder gaben den Lokomotiven eine höhere Höchstgeschwindigkeit bei gleicher Kolbengeschwindigkeit. Wie alle Crampton-Lokomotiven hatten auch die Lokomotiven der Est nur eine geringe Zugkraft, da zu wenig Gewicht auf der Treibachse lastete. Deshalb ließ die Est die Lokomotiven mit Treibradsätzen ausrüsten, bei denen zusätzliches Gewicht an den Radsternen um die Nabe herum angeordnet war. Zusammen mit den nachgerüsteten Sandstreueinrichtungen und der 1882 eingebauten Westinghouse-Druckluftbremse konnten so fast drei Tonnen zusätzliche Reibungsmasse gewonnen werden.

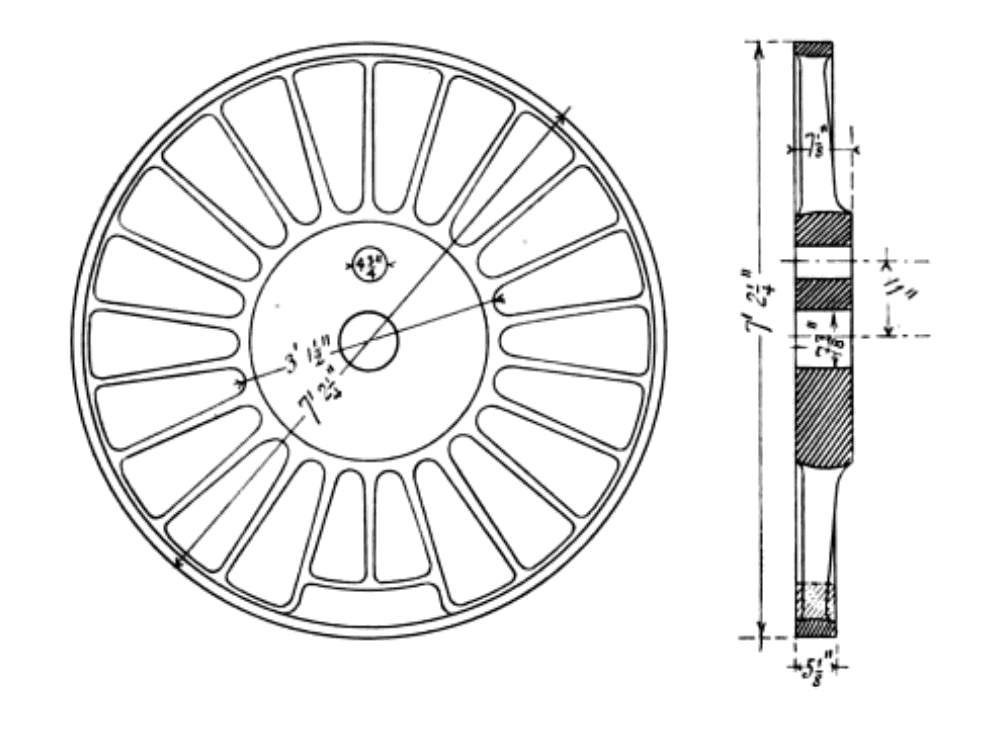
Treibrad mit Zusatzmasse um die Radnabe

Ab 1881 erhielten die Lokomotiven neue Kessel, die für 8,8 statt 7,5 bar Betriebsdruck ausgelegt waren und in der Mitte des Kesselrückens einen Dampfdom mit zwei Adams-Sicherheitsventilen trugen.
Bis 1875 wurde alle Schnellzüge der Est mit den Crampton-Lokomotiven befördert bis sie durch 1B-Lokomotiven der Baureihe 500 abgelöst wurden.
Nr. 80 LE CONTINENT ist erhalten. Die Lokomotive wurde 1924 in den Zentralwerkstätten der Chemins de fer de l'Est in Épernay mit der Auftragsnummer 903 aufgearbeitet und weitgehend in den Ablieferungszustand an die Compagnie du chemin de fer de Paris à Strasbourg zurückversetzt. Die Radsterne mit den Zusatzmassen wurden belassen.

## Technik
Die Lokomotiven waren in Doppelrahmenbauweise ausgeführt. Die Zylinder befanden sich zwischen den Rahmenwangen zwischen den beiden Laufachsen, wobei die mittlere Achse einen etwas kleineren Durchmesser als die vordere Achse hatte. Die Treibachse war die hintere Achse. Sie wurde nach Ablieferung mit Radsternen ausgerüstet, die um die Nabe herum zusätzliche Masse aufwiesen. Die Laufachsen waren im äußeren, die Treibachse im inneren Rahmen gelagert. Die Hinterkante des Stehkessels befand sich vor der Radsatzwelle der Treibachse. Der Schornstein war mit einem Schornsteindeckel versehen, der vom Umlauf aus betätigt werden konnte.
Das Sicherheitsventil befand sich ursprünglich über der Vorderkante des Stehkessels, wurde aber bei Lokomotiven mit neuem Kessel durch zwei Adams-Sicherheitsventile im Dampfdom ersetzt. Der Regulator befand sich in einem Regulatorkasten, der ursprünglich direkt über den Zylindern angeordnet war, bei den neuen Kesseln aber zwischen Dampfdom und Sanddom nach hinten versetzt wurde. Die Zuleitungen zu den Zylindern waren außen am Langkessel angebracht. Vor dem Treibradsatz befand sich der Sanddom mit den Sandrohren, die vor den Treibradsatz führten.

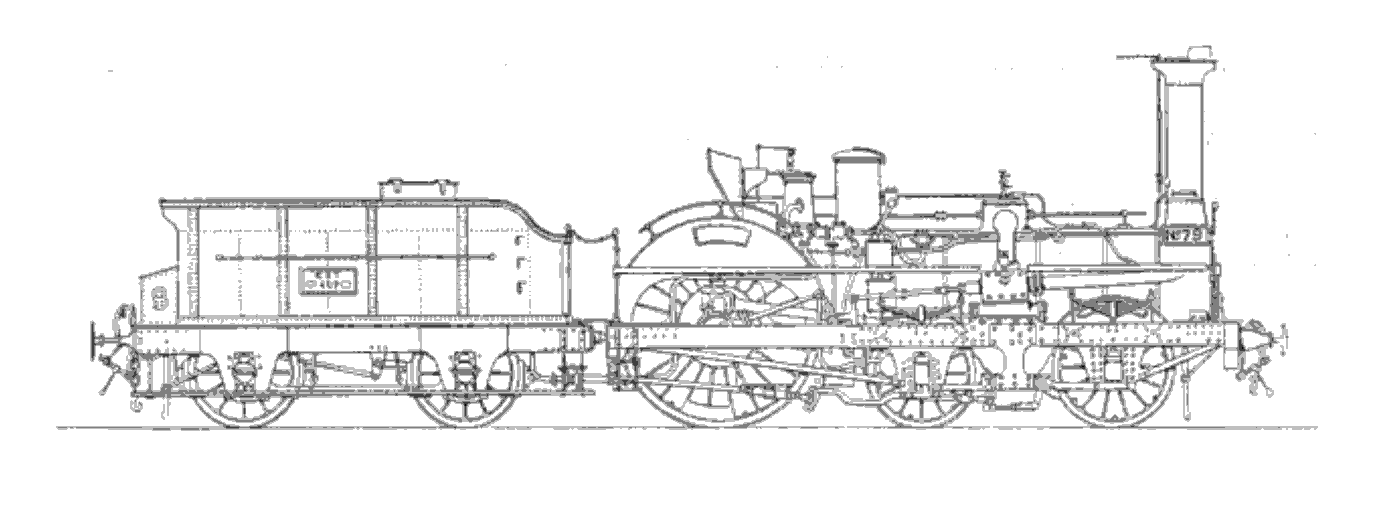
Nr. 79 LE GLOBE mit altem Kessel
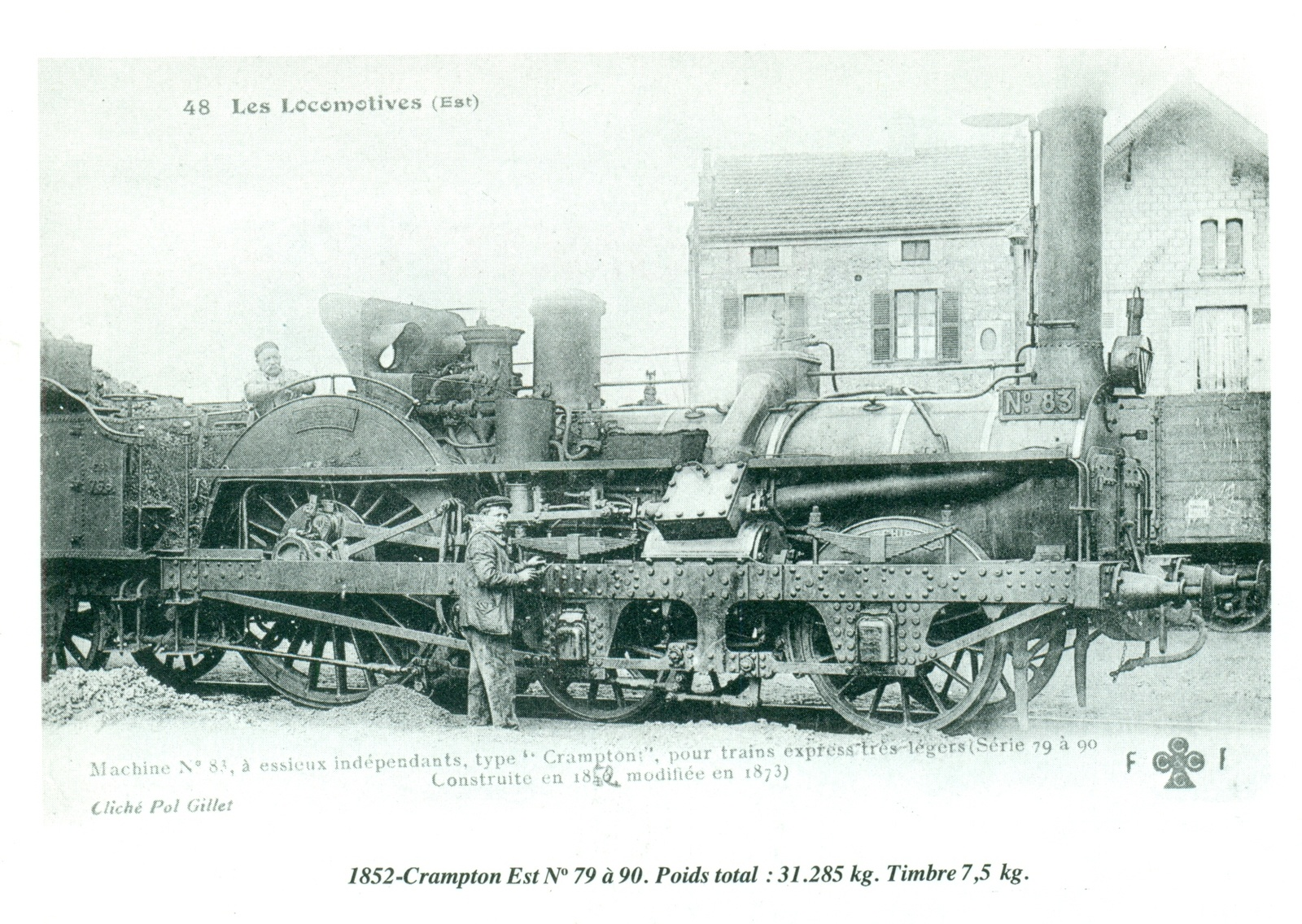
Nr. 83 L’ARCHIPEL mit altem Kessel
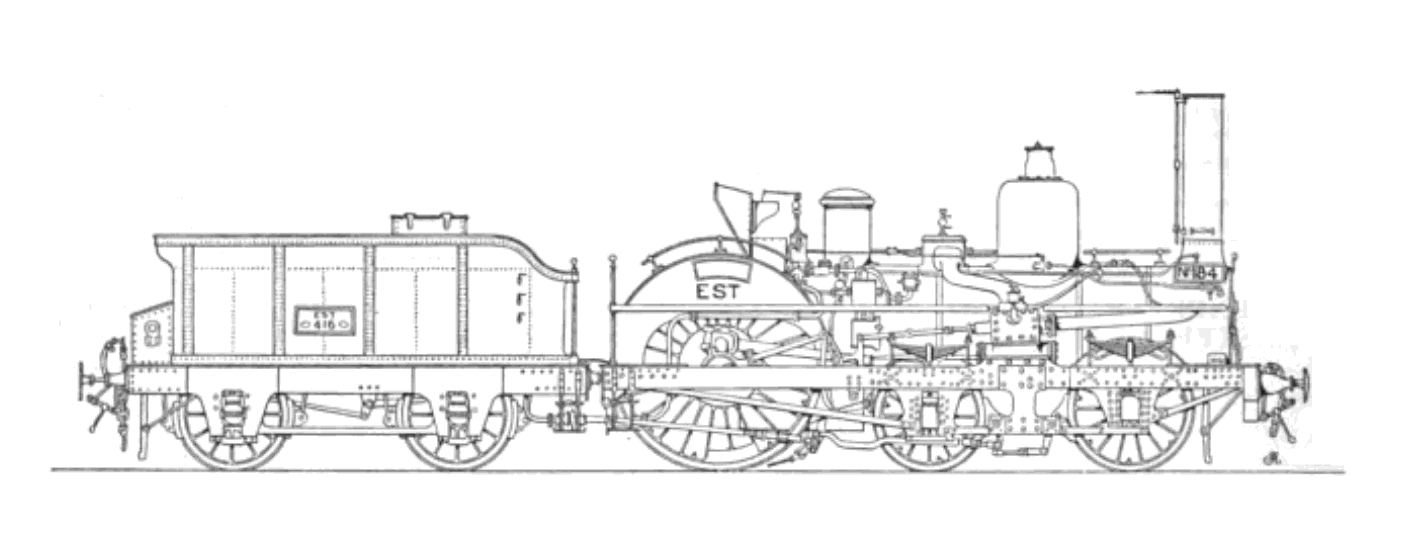
Nr. 184 ANAPA mit neuem Kessel
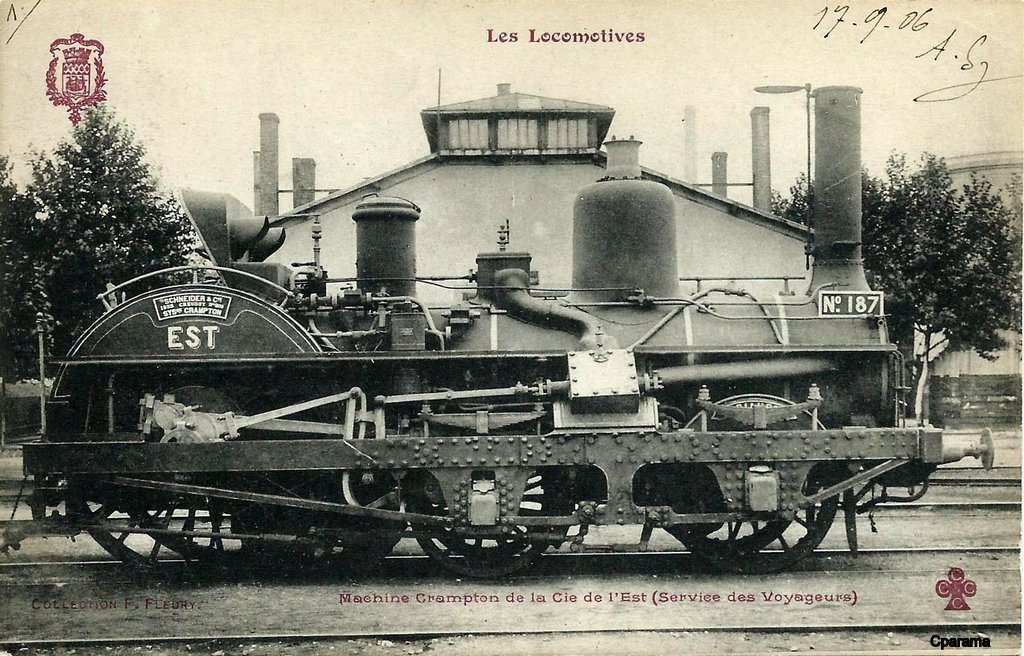
Nr. 187 MARIANPOL mit neuem Kessel

## Namen
Die Lokomotiven trugen folgende Namen, wobei die zweite Serie Namen mit Bezug zum Krimkrieg trug:
| Nummer | Namen           |     | Nummer     | Namen |
| 79     | LE GLOBE        | 174 | EUPATORIA  |       |
| 80     | LE CONTINENT    | 175 | KAMIESCH   |       |
| 81     | L’OCÉAN         | 176 | BALACLAVA  |       |
| 82     | L’ATLANTIQUE    | 177 | INKERMANN  |       |
| 83     | L’ARCHIPEL      | 178 | SEVASTOPOL |       |
| 84     | LA MÉDITERRANÉE | 179 | MALAKOFF   |       |
| 85     | LA MANCHE       | 180 | PERECOP    |       |
| 86     | LA MER ROUGE    | 181 | ODESSA     |       |
| 87     | L’EUROPE        | 182 | KERTSCH    |       |
| 88     | L’ASIE          | 183 | IENIKALÉ   |       |
| 89     | L’AFRIQUE       | 184 | ANAPA      |       |
| 90     | L’AMÉRIQUE      | 185 | ARABAT     |       |
|        |                 | 186 | GENITSCHI  |       |
| 187    | MARIANPOL       |     |            |       |
| 188    | TANCOROCK       |     |            |       |

Kommentare zur Tabelle:
1. ↑  wichtigster Hafen der Franzosen auf der Krim während des Krimkrieges
2. ↑  sollte ev. „TAGANROG“ sein